# کوبی شبتای
یاکوو کوبی شبتای (به عبری: יעקב (קובי) שבתאי) (زاده ۱۱ نوامبر ۱۹۶۴) یک افسر پلیس اسرائیلی و نوزدهمین کمیسر پلیس اسرائیل از ۱۷ ژانویه ۲۰۲۱ است. وی پیش از آن به عنوان فرمانده پلیس مرزی خدمت می‌کرد.

## زندگی‌نامه
کوبی شبتای به تاریخ ۱۱ نوامبر ۱۹۶۴ در عسکلون، اسرائیل، از تبار یهودی عراقی به دنیا آمد. او دارای همسر و سه دختر می‌باشد، از جمله یکی که به عنوان افسر گشت پلیس خدمت می‌کند و دیگری که برای خدمت سربازی در پلیس مرزی اسرائیل ثبت نام کرده.

### کمیسر پلیس اسرائیل
شابتای در ۱۷ ژانویه ۲۰۲۱ به عنوان کمیسر پلیس اسرائیل منصوب و جانشین موتی کوهن شد.
در ۲۵ آوریل ۲۰۲۱، شبتای پس از اعتراضات خشونت‌آمیز دستور حذف موانعی را داد که مانع از دسترسی به دروازه دمشق در شرق بیت‌المقدس می‌شد.
پس از درهم شکستن جمعیت کوه مرون در سال ۲۰۲۱، شبتای گفت که اجازه نخواهد داد پلیس طی این حادثه قربانی شناخته شود.
در یک فایل ضبط شده مکالمه با ایتامار بن گویر، وزیر امنیت ملی، شبتای گفت: ما نمی‌توانیم کاری انجام دهیم. همدیگر را می‌کشند این در طبیعت آنهاست. این همان ذهنیت اعراب است. انتشار این فایل منجر به این شد که سیاستمداران پیشرو عرب اسرائیل خواستار اخراج او به دلیل نژادپرستی ضد عرب شوند.